# Ліщинка
Ліщи́нка — село в Україні, у Обухівському районі (до 2020 року Кагарлицького району) Київської області. Населення становить 324 особи.
Статус: Село зараз Обухівського (до 2020 року - Кагарлицького району) Київської області, центр сільської ради. 
Розташування: Розташоване за 12 км від районного центру м. Кагарлик. Найближча залізнична станція - Кагарлик, за 12 км.  
Населення: 324 особи. Площа: 2,648 кв. км.  
Водойми: Річка Росавка.  
Рік заснування: точних даних немає. Датою виникнення села вважається приблизно середина XVIII ст. У минулому частина жителів була кріпаками і працювала на Тарнавській та Сергіївській фермах, частина жителів (шляхта) була вільною. Місцеві селяни брали активну, участь у революції 1905-1907 років. 
У травні 1905 року відбувся великий страйк, яким керував Й. Л. Наконечний. 
У громадянську війну влада постійно змінювалась. Селом проходили білополяки, петлюрівці, зелені. У 1920 р. було остаточно встановлено радянську владу. 323 жителі - учасники Великої Вітчизняної війни - відзначені урядовими нагородами. 
У селі Ліщинка діє ФАП. Є продовольчий магазин, та транспортне сполучення автобусом. Поштове сполучення - пересувне відділення укрпошти.
- Історія місцевості

<% console.log(hcard) %>